# Katja Silbe
Katja Silbe ist eine deutsche Diplom-Ingenieurin im Bauingenieurwesen mit dem Schwerpunkt auf Geotechnik, Massivbau und Baubetrieb. Sie ist als Professorin an der Technischen Hochschule Mittelhessen in Gießen tätig.

## Werdegang
Silbe studierte Bauingenieurwesen an der Technischen Universität in Darmstadt. Das Studium schloss sie 1995 mit einer Diplomarbeit ab und entschied sich anschließend, zu promovieren.
Nach Studium und Promotion arbeitete Silbe als Beraterin und Gutachterin. Ihr Aufgabenbereich waren die baubetrieblichen Fragen bei der Abwicklung von nationalen und internationalen Bauvorhaben in einer renommierten Ingenieursozietät. Seit 2001 ist Silbe als beratende Ingenieurin in der Ingenieurkammer tätig. Von 2009 bis 2012 hatte sie einen Lehrauftrag an der FH Frankfurt. Dort wurde sie 2012 als Professorin im Fachbereich Architektur, Bauingenieurwesen und Geomatik eingestellt. 
Seit 2013 ist Silbe Professorin an der Technischen Hochschule Mittelhessen in Gießen und vertritt dort die Fachgebiete Baubetrieb und Bauverfahrenstechnik im Fachbereich Bauwesen. Der Schwerpunkt ihrer Professur liegt im Baubetrieb, was eine Verknüpfung von ingenieurwissenschaftlichen, betriebswirtschaftlichen, naturwissenschaftlichen und juristischen Aspekten erfordert. Silbe sieht im Feld des Baubetriebs die Möglichkeiten der fachübergreifenden Kooperationen, die auf abgestimmte ingenieurtechnische Lösungen für die Praxis zielen.
Neben ihrer Lehrtätigkeit wurde Silbe im März 2018 von der Industrie- und Handelskammer (IHK) Lahn-Dill zur IHK-Sachverständigen bestellt. Sie war damals, laut IHK-Angaben, eine der wenigen Frauen in Deutschland mit dieser Aufgabe. Zu dieser Tätigkeit, welche die Baupreisermittlung und Abrechnung im Hoch- und Ingenieurbau sowie Bauablaufstörungen umfasst, wurde sie aufgrund ihrer besonderen Sachkunde berufen.
Silbe ist Mitglied der CDU. Zur Bundestagswahl 2025 kandidiert sie auf Listenplatz 13 der hessischen CDU-Landesliste.

## Publikationen
Das Thema ihrer 1999 eingereichten Dissertation war die „Wirtschaftlichkeit kontrollierter Rückbauarbeiten“, welche insgesamt neun Mal zitiert wurde.
Zudem veröffentlichte Silbe 2017 in Zusammenarbeit mit acht weiteren Autoren den BIM-Ratgeber für Bauunternehmer: Grundlagen, Potenziale, erste Schritte (ISBN 978-3481035662).